# James Tracy
James "JJ" Tracy (Ann Arbor, 10 de julio de 2002) es un tenista profesional estadounidense.

## Trayectoria
Cash juega tenis universitario en la Universidad Estatal de Ohio.Con Robert Cash realizaron su debut ATP en el Torneo de Newport 2024 donde alcanzaron su primera final.

## Títulos ATP (1; 0+1)

### Dobles (1)
| Leyenda                         |
| ------------------------------- |
| Grand Slam (0)                  |
| ATP World Tour Finals (0)       |
| ATP World Tour Masters 1000 (0) |
| ATP World Tour 500 (0)          |
| ATP World Tour 250 (1)          |

| N.º | Fecha               | Torneo    | Superficie | Pareja      | Oponentes en la final            | Resultado   |
| --- | ------------------- | --------- | ---------- | ----------- | -------------------------------- | ----------- |
| 1.  | 19 de julio de 2025 | Los Cabos | Dura       | Robert Cash | Blake Bayldon Tristan Schoolkate | 7-6(4), 6-4 |

#### Finalista (1)
| N.º | Fecha               | Torneo  | Superficie | Pareja      | Oponentes en la final       | Resultado |
| --- | ------------------- | ------- | ---------- | ----------- | --------------------------- | --------- |
| 1.  | 26 de julio de 2024 | Newport | Hierba     | Robert Cash | André Göransson Sem Verbeek | 3-6, 4-6  |

## Títulos ATP Challenger (6; 0+6)

### Dobles (6)
| Nr. | Fecha                   | Torneo          | Superficie        | Pareja      | Finalistas                                 | Resultado Final     |
| --- | ----------------------- | --------------- | ----------------- | ----------- | ------------------------------------------ | ------------------- |
| 1.  | 10 de agosto de 2024    | Lincoln         | Dura              | Robert Cash | Ariel Behar Luke Johnson                   | 7-6(6), 6-3         |
| 2.  | 2 de noviembre de 2024  | Charlottesville | Dura (i)          | Robert Cash | Chris Rodesch William Woodall              | 4-6, 7-6(7), [10-7] |
| 3.  | 16 de noviembre de 2024 | Drummondville   | Dura (i)          | Robert Cash | Liam Draxl Cleeve Harper                   | 6-2, 6-4            |
| 4.  | 1 de febrero de 2025    | Cleveland       | Dura (i)          | Robert Cash | Juan Carlos Aguilar Filip Pieczonka        | 7-6(4), 6-1         |
| 5.  | 12 de abril de 2025     | Sarasota        | Tierra batida (v) | Robert Cash | Federico Agustín Gómez Luis David Martínez | 6-4, 7-6(3)         |
| 6.  | 3 de mayo de 2025       | Aix-en-Provence | Tierra batida     | Robert Cash | Théo Arribagé Hugo Nys                     | 7-5, 7-6(5)         |